# Liu Hao
Liu Hao (chinês simplificado: 刘浩; Yunnan, 6 de setembro de 1993) é um canoísta chinês, medalhista olímpico.

## Carreira
Hao conquistou a medalha de prata nos Jogos Olímpicos de Verão de 2020 em Tóquio na prova de C-2 1000 m masculino, ao lado de Zheng Pengfei com o tempo de 3:25.198 minutos. Na mesma edição, também conseguiu a prata no C-1 1000 m masculino com a marca de 4:05.724 minutos. Nos Jogos Olímpicos de Verão de 2024, em Paris, conquistou a medalha de ouro na competição do C-2 500 m masculino, ao lado de Ji Bowen.